# Nimbochromis fuscotaeniatus
Nimbochromis fuscotaeniatus är en fiskart som först beskrevs av Regan 1922.  Nimbochromis fuscotaeniatus ingår i släktet Nimbochromis och familjen Cichlidae. IUCN kategoriserar arten globalt som livskraftig. Inga underarter finns listade i Catalogue of Life.